# زلاتاره
زلاتاره (به صربی: Zlatare) یک منطقهٔ مسکونی در صربستان است که در نووی پازار واقع شده‌است. زلاتاره ۳٫۱۰ کیلومتر مربع مساحت و ۹ نفر جمعیت دارد و ۱٬۱۶۸ متر بالاتر از سطح دریا واقع شده‌است.